# Divisiones administrativas de Mongolia Interior
Mongolia Interior, Región Autónoma de la República Popular China, está estructurada en Divisiones de Nivel de Prefectura, formadas por Divisiones de Nivel de Distrito que se subdividen a su vez de Divisiones de Nivel de Municipio.
- Nivel de Prefectura (12)
  - 9 Ciudades de Nivel de Prefectura
  - 3 Ligas
- Nivel de Distrito (101)
  - 21 Distritos
  - 11 Ciudades de Nivel de Distrito
  - 17 Distrito
  - 49 Banderas
  - 3 Banderas Autónomas
- Nivel de Municipio (1425)
  - 532 Pueblos
  - 407 Municipios
  - 277 Sumu
  - 18 Municipios Étnicos
  - 1 Sumu Étnicos
  - 190 Subsectores

En este cuadro se listan solo las Divisiones de Nivel de Prefectura y de Nivel de Distrito.
| Nivel de Prefectura                            | Nivel de Distrito                     | Nivel de Distrito       | Nivel de Distrito             | Nivel de Distrito              |
| Nivel de Prefectura                            | Nombre                                | Chino (S)               | Pinyin                        | Mongol                         |
| ---------------------------------------------- | ------------------------------------- | ----------------------- | ----------------------------- | ------------------------------ |
| Ciudad de Hohhot 呼和浩特市 Hūhéhàotè Shì      | Sector de Huimin                      | 回民区                  | Huímín Qū                     |                                |
| Ciudad de Hohhot 呼和浩特市 Hūhéhàotè Shì      | Sector de Xincheng                    | 新城区                  | Xīnchéng Qū                   |                                |
| Ciudad de Hohhot 呼和浩特市 Hūhéhàotè Shì      | Sector de Yuquan                      | 玉泉区                  | Yùquán Qū                     |                                |
| Ciudad de Hohhot 呼和浩特市 Hūhéhàotè Shì      | Sector de Saihan                      | 赛罕区                  | Sàihǎn Qū                     |                                |
| Ciudad de Hohhot 呼和浩特市 Hūhéhàotè Shì      | Distrito de Togtoh                    | 托克托县                | Tuōkètuō Xiàn                 |                                |
| Ciudad de Hohhot 呼和浩特市 Hūhéhàotè Shì      | Distrito de Wuchuan                   | 武川县                  | Wǔchuān Xiàn                  |                                |
| Ciudad de Hohhot 呼和浩特市 Hūhéhàotè Shì      | Distrito de Horinger                  | 和林格尔县              | Hélíngé'ěr Xiàn               |                                |
| Ciudad de Hohhot 呼和浩特市 Hūhéhàotè Shì      | Distrito de Qingshuihe                | 清水河县                | Qīngshuǐhé Xiàn               |                                |
| Ciudad de Hohhot 呼和浩特市 Hūhéhàotè Shì      | Bandera Izquierda de Tumd             | 土默特左旗              | Tǔmòtè Zuǒ Qí                 | Tümed ?? Khoshuu               |
| Ciudad de Baotou 包头市 Bāotóu Shì             | Sector de Kundulun                    | 昆都仑区                | Kūndūlún Qū                   |                                |
| Ciudad de Baotou 包头市 Bāotóu Shì             | Sector de Donghe                      | 东河区                  | Dōnghé Qū                     |                                |
| Ciudad de Baotou 包头市 Bāotóu Shì             | Sector de Qingshan                    | 青山区                  | Qīngshān Qū                   |                                |
| Ciudad de Baotou 包头市 Bāotóu Shì             | Sector de Shiguai                     | 石拐区                  | Shíguǎi Qū                    |                                |
| Ciudad de Baotou 包头市 Bāotóu Shì             | Sector de Baiyunkuang                 | 白云矿区                | Báiyún Kuàng Qū               |                                |
| Ciudad de Baotou 包头市 Bāotóu Shì             | Sector de Jiuyuan                     | 九原区                  | Jiǔyuán Qū                    |                                |
| Ciudad de Baotou 包头市 Bāotóu Shì             | Distrito de Guyang                    | 固阳县                  | Gùyáng Xiàn                   |                                |
| Ciudad de Baotou 包头市 Bāotóu Shì             | Bandera Derecha de Tumd               | 土默特右旗              | Tǔmòtè Yòu Qí                 | Tümed ?? Khoshuu               |
| Ciudad de Baotou 包头市 Bāotóu Shì             | Bandera Unida de Darhan Muminggan     | 达尔罕茂明安 联合旗     | Dá'ěrhǎn Màomíng'ān Liánhé Qí | ?? Muumingghan ?? Khoshuu      |
| Ciudad de Wuhai 乌海市 Wūhǎi Shì               | Sector de Haibowan                    | 海勃湾区                | Hǎibówān Qū                   |                                |
| Ciudad de Wuhai 乌海市 Wūhǎi Shì               | Sector de Hainan                      | 海南区                  | Hǎinán Qū                     |                                |
| Ciudad de Wuhai 乌海市 Wūhǎi Shì               | Sector de Wuda                        | 乌达区                  | Wūdá Qū                       |                                |
| Ciudad de Chifeng(Ulaanhad) 赤峰市 Chìfēng Shì | Sector de Hongshan                    | 红山区                  | Hóngshān Qū                   |                                |
| Ciudad de Chifeng(Ulaanhad) 赤峰市 Chìfēng Shì | Sector de Yuanbaoshan                 | 元宝山区                | Yuánbǎoshān Qū                |                                |
| Ciudad de Chifeng(Ulaanhad) 赤峰市 Chìfēng Shì | Sector de Songshan                    | 松山区                  | Sōngshān Qū                   |                                |
| Ciudad de Chifeng(Ulaanhad) 赤峰市 Chìfēng Shì | Distrito de Ningcheng                 | 宁城县                  | Níngchéng Xiàn                |                                |
| Ciudad de Chifeng(Ulaanhad) 赤峰市 Chìfēng Shì | Distrito de Linxi                     | 林西县                  | Línxī Xiàn                    |                                |
| Ciudad de Chifeng(Ulaanhad) 赤峰市 Chìfēng Shì | Bandera de Ar Horqin Banner           | 阿鲁科尔沁旗            | Ālǔkē'ěrqìn Qí                | Aru Khorchin Khoshuu ?         |
| Ciudad de Chifeng(Ulaanhad) 赤峰市 Chìfēng Shì | Bandera Izquierda de Bairin           | 巴林左旗                | Bālín Zuǒ Qí                  | Baarin ?? Khoshuu              |
| Ciudad de Chifeng(Ulaanhad) 赤峰市 Chìfēng Shì | Bandera Derecha de Bairin             | 巴林右旗                | Bālín Yòu Qí                  | Baarin ?? Khoshuu              |
| Ciudad de Chifeng(Ulaanhad) 赤峰市 Chìfēng Shì | Bandera de Hexigten                   | 克什克腾旗              | Kèshíkèténg Qí                | Kesigüten Khoshuu ?            |
| Ciudad de Chifeng(Ulaanhad) 赤峰市 Chìfēng Shì | Bandera de Ongniud                    | 翁牛特旗                | Wēngniútè Qí                  | Ongnuud Khoshuu ?              |
| Ciudad de Chifeng(Ulaanhad) 赤峰市 Chìfēng Shì | Bandera de Harqin                     | 喀喇沁旗                | Kālāqìn Qí                    | Kharachin Khoshuu ?            |
| Ciudad de Chifeng(Ulaanhad) 赤峰市 Chìfēng Shì | Bandera de Aohan                      | 敖汉旗                  | Áohàn Qi                      | Aokhan Khoshuu ?               |
| Ciudad de Tongliao 通辽市 Tōngliáo Shì         | Sector de Horqin                      | 科尔沁区                | Kē'ěrqìn Qū                   |                                |
| Ciudad de Tongliao 通辽市 Tōngliáo Shì         | Ciudad de Huolin Gol                  | 霍林郭勒市              | Huòlínguōlè Shì               |                                |
| Ciudad de Tongliao 通辽市 Tōngliáo Shì         | Distrito de Kailu                     | 开鲁县                  | Kāilǔ Xiàn                    |                                |
| Ciudad de Tongliao 通辽市 Tōngliáo Shì         | Bandera de Hure                       | 库伦旗                  | Kùlún Qí                      |                                |
| Ciudad de Tongliao 通辽市 Tōngliáo Shì         | Bandera de Naiman                     | 奈曼旗                  | Nàimàn Qí                     |                                |
| Ciudad de Tongliao 通辽市 Tōngliáo Shì         | Bandera de Jarud                      | 扎鲁特旗                | Zālǔtè Qí                     | Jarud Khoshuu ?                |
| Ciudad de Tongliao 通辽市 Tōngliáo Shì         | Bandera Izquierda Media de Horqin     | 科尔沁左翼中旗          | Kē'ěrqìn Zuǒyì Zhōng Qí       | Khorchin ?? ?? Khoshuu         |
| Ciudad de Tongliao 通辽市 Tōngliáo Shì         | Bandera Izquierda Posterior de Horqin | 科尔沁左翼后旗          | Kē'ěrqìn Zuǒyì Hòu Qí         | Khorchin ?? ?? Khoshuu         |
| Ciudad de Hulunbuir 呼伦贝尔市 Hūlúnbèi'ěr Shì | Sector de Hailar                      | 海拉尔区                | Hǎilā'ěr Qū                   |                                |
| Ciudad de Hulunbuir 呼伦贝尔市 Hūlúnbèi'ěr Shì | Ciudad de Manzhouli                   | 满洲里市                | Mǎnzhōulǐ Shì                 |                                |
| Ciudad de Hulunbuir 呼伦贝尔市 Hūlúnbèi'ěr Shì | Ciudad de Zhalantun                   | 扎兰屯市                | Zhālántún Shì                 |                                |
| Ciudad de Hulunbuir 呼伦贝尔市 Hūlúnbèi'ěr Shì | Ciudad de Yakeshi                     | 牙克石市                | Yákèshí Shì                   |                                |
| Ciudad de Hulunbuir 呼伦贝尔市 Hūlúnbèi'ěr Shì | Ciudad de Genhe                       | 根河市                  | Gēnhé Shì                     |                                |
| Ciudad de Hulunbuir 呼伦贝尔市 Hūlúnbèi'ěr Shì | Ciudad de Ergun                       | 额尔古纳市              | É'ěrgǔnà Shì                  |                                |
| Ciudad de Hulunbuir 呼伦贝尔市 Hūlúnbèi'ěr Shì | Bandera de Arun Banner                | 阿荣旗                  | Āróng Qí                      |                                |
| Ciudad de Hulunbuir 呼伦贝尔市 Hūlúnbèi'ěr Shì | Nueva Bandera Derecha de Barag        | 新巴尔虎右旗            | Xīnbā'ěrhǔ Yòu Qí             |                                |
| Ciudad de Hulunbuir 呼伦贝尔市 Hūlúnbèi'ěr Shì | Nueva Bandera Izquierda de Barag      | 新巴尔虎左旗            | Xīnbā'ěrhǔ Zuǒ Qí             |                                |
| Ciudad de Hulunbuir 呼伦贝尔市 Hūlúnbèi'ěr Shì | Antigua Bandera de Barag              | 陈巴尔虎旗              | Chénbā'ěrhǔ Qí                |                                |
| Ciudad de Hulunbuir 呼伦贝尔市 Hūlúnbèi'ěr Shì | Bandera Autónoma Oroqen               | 鄂伦春自治旗            | Èlúnchūn Zìzhìqí              |                                |
| Ciudad de Hulunbuir 呼伦贝尔市 Hūlúnbèi'ěr Shì | Bandera Autónoma Evenki               | 鄂温克族自治旗          | Èwēnkèzú Zìzhìqí              |                                |
| Ciudad de Hulunbuir 呼伦贝尔市 Hūlúnbèi'ěr Shì | Bandera Autónoma de Morin Dawa Daur   | 莫利达瓦 达斡尔族自治旗 | Mòlìdáwǎ Dáwò'ěrzú Zìzhìqí    |                                |
| Ciudad de Ordos 鄂尔多斯市 È'ěrduōsī Shì       | Sector de Dongsheng                   | 东胜区                  | Dōngshèng Qū                  |                                |
| Ciudad de Ordos 鄂尔多斯市 È'ěrduōsī Shì       | Bandera de Dalad                      | 达拉特旗                | Dálātè Qí                     |                                |
| Ciudad de Ordos 鄂尔多斯市 È'ěrduōsī Shì       | Bandera de Jungar                     | 准格尔旗                | Zhǔngé'ěr Qí                  |                                |
| Ciudad de Ordos 鄂尔多斯市 È'ěrduōsī Shì       | Bandera Anterior de Otog              | 鄂托克前旗              | Ètuōkè Qián Qí                |                                |
| Ciudad de Ordos 鄂尔多斯市 È'ěrduōsī Shì       | Bandera de Otog                       | 鄂托克旗                | Ètuōkè Qí                     |                                |
| Ciudad de Ordos 鄂尔多斯市 È'ěrduōsī Shì       | Bandera de Hanggin                    | 杭锦旗                  | Hángjǐn Qí                    |                                |
| Ciudad de Ordos 鄂尔多斯市 È'ěrduōsī Shì       | Bandera de Uxin                       | 乌审旗                  | Wūshěn Qí                     |                                |
| Ciudad de Ordos 鄂尔多斯市 È'ěrduōsī Shì       | Bandera de Ejin Horo                  | 伊金霍洛旗              | Yījīnhuòluò Qí                | Ejen Khoruu Khoshuu ?          |
| Ciudad de Ulaan Chab 乌兰察布市 Wūlánchábù Shì | Sector de Jining                      | 集宁区                  | Jíníng Qū                     |                                |
| Ciudad de Ulaan Chab 乌兰察布市 Wūlánchábù Shì | Ciudad de Fengzhen                    | 丰镇市                  | Fēngzhèn Shì                  |                                |
| Ciudad de Ulaan Chab 乌兰察布市 Wūlánchábù Shì | Distrito de Zhuozi                    | 卓资县                  | Zhuózī Xiàn                   |                                |
| Ciudad de Ulaan Chab 乌兰察布市 Wūlánchábù Shì | Distrito de Huade                     | 化德县                  | Huàdé Xiàn                    |                                |
| Ciudad de Ulaan Chab 乌兰察布市 Wūlánchábù Shì | Distrito de Shangdu                   | 商都县                  | Shāngdū Xiàn                  |                                |
| Ciudad de Ulaan Chab 乌兰察布市 Wūlánchábù Shì | Distrito de Xinghe                    | 兴和县                  | Xīnghé Xiàn                   |                                |
| Ciudad de Ulaan Chab 乌兰察布市 Wūlánchábù Shì | Distrito de Liangcheng                | 凉城县                  | Liángchéng Xiàn               |                                |
| Ciudad de Ulaan Chab 乌兰察布市 Wūlánchábù Shì | Bandera Derecha Anterior de Chahar    | 察哈尔右翼前旗          | Cháhā'ěr Yòuyì Qián Qí        |                                |
| Ciudad de Ulaan Chab 乌兰察布市 Wūlánchábù Shì | Bandera Derecha Media de Chahar       | 察哈尔右翼中旗          | Cháhā'ěr Yòuyì Zhōng Qí       |                                |
| Ciudad de Ulaan Chab 乌兰察布市 Wūlánchábù Shì | Bandera Derecha Posterior de Chahar   | 察哈尔右翼后旗          | Cháhā'ěr Yòuyì Hòu Qí         |                                |
| Ciudad de Ulaan Chab 乌兰察布市 Wūlánchábù Shì | Bandera de Siziwang                   | 四子王旗                | Sìzǐwáng Qí                   |                                |
| Ciudad de Baynnur 巴彦淖尔市 Bāyànnào'ěr Shì   | Sector de Linhe                       | 临河区                  | Línhé Qū                      |                                |
| Ciudad de Baynnur 巴彦淖尔市 Bāyànnào'ěr Shì   | Distrito de Wuyuan                    | 五原县                  | Wǔyuán Xiàn                   |                                |
| Ciudad de Baynnur 巴彦淖尔市 Bāyànnào'ěr Shì   | Distrito de Dengkou                   | 磴口县                  | Dèngkǒu Xiàn                  |                                |
| Ciudad de Baynnur 巴彦淖尔市 Bāyànnào'ěr Shì   | Bandera Anterior de Urad              | 乌拉特前旗              | Wūlātè Qián Qí                |                                |
| Ciudad de Baynnur 巴彦淖尔市 Bāyànnào'ěr Shì   | Bandera Media de Urad                 | 乌拉特中旗              | Wūlātè Zhōng Qí               |                                |
| Ciudad de Baynnur 巴彦淖尔市 Bāyànnào'ěr Shì   | Bandera Posterior de Urad             | 乌拉特后旗              | Wūlātè Hòu Qí                 |                                |
| Ciudad de Baynnur 巴彦淖尔市 Bāyànnào'ěr Shì   | Bandera Trasera de Hanggin            | 杭锦后旗                | Hángjǐn Hòu Qí                |                                |
| Liga de Xing'an 兴安盟 Xīng'ān Méng            | Ciudad de Ulan Hot                    | 乌兰浩特市              | Wūlánhàotè Shì                |                                |
| Liga de Xing'an 兴安盟 Xīng'ān Méng            | Ciudad de Arxan                       | 阿尔山市                | Ā'ěrshān Shì                  |                                |
| Liga de Xing'an 兴安盟 Xīng'ān Méng            | Distrito de Tuquan                    | 突泉县                  | Tūquán Xiàn                   |                                |
| Liga de Xing'an 兴安盟 Xīng'ān Méng            | Bandera Derecha Anterior de Horqin    | 科尔沁右翼前旗          | Kē'ěrqìn Yòuyì Qián Qí        | Khorchin ?? ?? Khoshuu         |
| Liga de Xing'an 兴安盟 Xīng'ān Méng            | Bandera Derecha Media de Horqin       | 科尔沁右翼中旗          | Kē'ěrqìn Yòuyì Zhōng Qí       | Khorchin ?? ?? Khoshuu         |
| Liga de Xing'an 兴安盟 Xīng'ān Méng            | Bandera de Jalaid                     | 扎赉特旗                | Zālàitè Qí                    | Jalayid Khoshuu ?              |
| Liga de Xilin 锡林郭勒盟 Xīlínguōlè Méng       | Ciudad de Xilinhot                    | 锡林浩特市              | Xīlínhàotè Shì                |                                |
| Liga de Xilin 锡林郭勒盟 Xīlínguōlè Méng       | Ciudad de Erenhot                     | 二连浩特市              | Èrliánhàotè Shì               |                                |
| Liga de Xilin 锡林郭勒盟 Xīlínguōlè Méng       | Distrito de Duolun                    | 多伦县                  | Duōlún Xiàn                   |                                |
| Liga de Xilin 锡林郭勒盟 Xīlínguōlè Méng       | Bandera de Abag                       | 阿巴嘎旗                | Ābāgā Qí                      | Abagha Khoshuu ?               |
| Liga de Xilin 锡林郭勒盟 Xīlínguōlè Méng       | Bandera Izquierda de Sonid            | 苏尼特左旗              | Sūnítè Zuǒ Qí                 | Sünid ?? Khoshuu               |
| Liga de Xilin 锡林郭勒盟 Xīlínguōlè Méng       | Bandera Derecha de Sonid              | 苏尼特右旗              | Sūnítè Yòu Qí                 | Sünid ?? Khoshuu               |
| Liga de Xilin 锡林郭勒盟 Xīlínguōlè Méng       | Bandera Oriental de Ujimqin           | 东乌珠穆沁旗            | Dōngwūzhūmùqìn Qí             | ?? Üjümüchin Khoshuu           |
| Liga de Xilin 锡林郭勒盟 Xīlínguōlè Méng       | Bandera Occidental de Ujimqin         | 西乌珠穆沁旗            | Xīwūzhūmùqìn Qí               | ?? Üjümüchin Khoshuu           |
| Liga de Xilin 锡林郭勒盟 Xīlínguōlè Méng       | Bandera de Taibus                     | 太仆寺旗                | Tàipúsì Qí                    |                                |
| Liga de Xilin 锡林郭勒盟 Xīlínguōlè Méng       | Bandera de Xianghuang                 | 镶黄旗                  | Xiānghuáng Qí                 | Hövööt Shar Khoshuu            |
| Liga de Xilin 锡林郭勒盟 Xīlínguōlè Méng       | Bandera de Zhengxiangbai              | 正镶白旗                | Zhèngxiāngbái Qí              | Shuluun Hövööt Chagaan Khoshuu |
| Liga de Xilin 锡林郭勒盟 Xīlínguōlè Méng       | Bandera de Zhenglan                   | 正蓝旗                  | Zhènglán Qí                   | Shuluun Höh Khoshuu            |
| Liga de Alxa 阿拉善盟 Ālāshàn Méng             | Bandera Izquierda de Alxa             | 阿拉善左旗              | Ālāshàn Zuǒ Qí                |                                |
| Liga de Alxa 阿拉善盟 Ālāshàn Méng             | Bandera Derecha de Alxa               | 阿拉善右旗              | Ālāshàn Yòu Qí                |                                |
| Liga de Alxa 阿拉善盟 Ālāshàn Méng             | Bandera de Ejin                       | 额济纳旗                | Éjìnà Qí                      |                                |

Cambios recientes:
- 1995: Los Distritos de Horinger y Qingshuihe son transferidos desde la Liga de Ulaan Chab (actualmente Ciudad con Nivel de Prefectura de Ulaan Chab) a la Ciudad con Nivel de Prefectura de Hohhot.
- 1996: El Distrito de Wuchuan es transferido desde la Liga de Ulaan Chab League (actual Ciudad de Nivel de Prefectura de Ulaan Chab) a la Ciudad con Nivel de Prefectura de Hohhot.
- 1996: La Bandera Unida de Darhan Muminggan es transferida desde la Liga de Ulaan Chab (actual Ciudad de Nivel de Prefectura de Ulaan Chab) a la Ciudad de Nivel de Prefectura de Baotou.
- 1996: La Ciudad de Nivel de Distrito de Arxan es creada a partir de zonas de la Bandera Derecha Frontal de Horqin en la Liga de Xing'an.
- 1999: La Liga de Jirim (哲里木盟) se transforma en la Ciudad de Nivel de Prefectura de Tongliao; su capital, la Ciudad de Nivel de Distrito de Tongliao, se transforma en el Sector de Horqin.
- 1999: El Sector Suburbano (郊区) y el Sector de Shiguai Mining (石拐矿区; Sector de Shiguaikuang) de la Ciudad de Nivel de Prefectura de Baotou son renombrados, respectivamente, Sector de Jiuyuan y Sector de Shiguai.
- 2000: El Sector Suburbano (郊区) de la Ciudad de Nivel de Prefectura de Hohhot es renombrado Sector de Saihan. Además, los límites de los Sectores de Hohhot se reorganizan.
- 2001: La Liga de Yeke Juu (伊克昭盟) se transforma en la Ciudad de Nivel de Prefectura de Ordos; su capital, la Ciudad de Nivel de Distrito de Dongsheng, se transforma en el Sector de Dongsheng.
- 2001: La Liga Hulunbuir (呼伦贝尔盟) se transforma en la Ciudad de Nivel de Prefectura de Hulunbuir; su capital, la Ciudad de Nivel de Distrito de Hailar, se transforma en el Sector de Hailar.
- 2003: La Liga de Baynnur (巴彦淖尔盟) se transforma en la Ciudad de Nivel de Prefectura de Baynnur; su capital, la Ciudad de Nivel de Distrito de Linhe, se transforma en el Sector de Linhe.
- 2003: La Liga de Ulaan Chab (乌兰察布盟) se transforma en la Ciudad de Nivel de Prefectura de Ulaan Chab; su capital, la Ciudad de Nivel de Distrito de Jining, se transforma en el Sector de Jining.

- Datos: Q3181641